# Ken Tokura
Ken Tokura (都倉 賢 Tokura Ken?), född 16 juni 1986 i Tokyo prefektur, är en japansk fotbollsspelare.
Tokura började sin karriär 2005 i Kawasaki Frontale. Efter Kawasaki Frontale spelade han för Thespa Kusatsu, Vissel Kobe, Hokkaido Consadole Sapporo och Cerezo Osaka.